# Historia del metro (unidad de medida)

Una de las primeras definiciones del metro lo describía como la diezmillonésima parte del arco de meridiano (la distancia del polo norte al ecuador), medida a lo largo del meridiano que pasa por París

La historia del metro comienza con la revolución científica, que se considera que comenzó cuando Nicolás Copérnico publicó su obra De revolutionibus orbium coelestium en 1543. El avance de la ciencia requería medidas cada vez más precisas, y los científicos buscaban unidades que fueran universales y que pudieran basarse en fenómenos naturales y no en reales decretos o prototipos físicos. En lugar de los diversos sistemas complejos de subdivisión de las unidades de medida, también se prefirió establecer un sistema decimal para facilitar los cálculos.
Con la revolución francesa (1789) surgió el deseo de reemplazar muchas de las costumbres del Antiguo Régimen, incluido el uso de las unidades de medida tradicionales. Como unidad base de longitud, muchos científicos habían propuesto desde un siglo antes el péndulo de segundos (un péndulo con un semiperíodo de un segundo), pero la idea se rechazó cuando se descubrió que esta longitud variaba de un lugar a otro con la gravedad local. En consecuencia, se introdujo una nueva unidad de longitud, el metro, definido como una diezmillonésima parte de la distancia más corta desde el polo norte hasta el ecuador pasando por París, asumiendo un achatamiento de la Tierra de 1/334.
Sin embargo, a efectos prácticos, el metro estándar se materializó en forma de una barra de platino de referencia depositada en París. Esta barra a su vez fue reemplazada en 1889 por iniciativa de la Asociación Geodésica Internacional por treinta barras de platino-iridio, distribuidas en distintos lugares del mundo. La comparación de los nuevos prototipos del metro entre sí y con la barra original del Comité (en francés: Mètre des Archives) implicó el desarrollo de equipos de medición especializados y la definición de una escala de temperatura reproducible. El progreso de la ciencia finalmente permitió desmaterializar la definición del metro, y así, en 1960, una nueva definición basada en un número específico de longitudes de onda de luz de una transición específica del gas kriptón permitió que el estándar estuviera disponible universalmente mediante medición. En 1983 la definición se actualizó a una longitud definida en términos de la velocidad de la luz, que se reformuló en 2019:
El metro, símbolo m, es la unidad de longitud del Sistema Internacional de unidades de medida. Se define tomando el valor numérico fijo de la velocidad de la luz c como 299 792 458 cuando se expresa en la unidad m⋅s−1, donde el segundo se define en términos de la frecuencia del cesio ΔνCs.
A mediados del siglo XIX, la adopción del metro como unidad de medida se había extendido por todo el mundo, particularmente en el uso científico, y la Convención del Metro de 1875 lo estableció oficialmente como una unidad de medida internacional. Donde todavía se usan medidas de longitud tradicionales más antiguas, ahora se definen en términos del metro. Así, por ejemplo, la yarda se ha definido oficialmente desde 1959 como exactamente 0,9144 metros.

## Medida universal

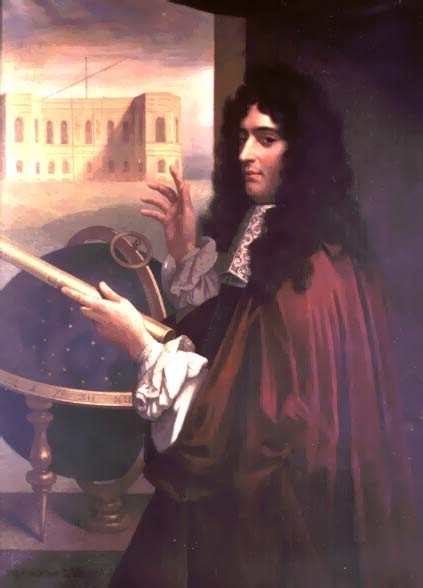
Giovanni Cassini, con el Observatorio de París al fondo

Las medidas estándar de longitud en Europa divergieron unas de otras después de la caída del imperio carolingio (alrededor de 888): mientras que las medidas podían estandarizarse dentro de una jurisdicción determinada (que a menudo era poco más que el ámbito de una sola ciudad con un mercado importante), había numerosas variaciones de las unidades de medida entre regiones. De hecho, como las medidas se usaban a menudo como base para la tributación (de la tela, por ejemplo), el uso de una medida en particular se asociaba con la soberanía de un gobernante determinado y, a menudo estaban fijadas mediante leyes.
Sin embargo, con el aumento de la actividad científica del siglo XVII, surgieron distintas voces que reclamaron la institución de un sistema de medidas unificado o "metro cattolico" (como lo denominó Tito Livio Burattini en italiano), que se basaría en fenómenos naturales en lugar de en un decreto real, y que también se instaurase el sistema decimal en lugar de usar los diversos tipos de subdivisión locales que coexistían en ese momento, a menudo basados en el sistema duodecimal.
En 1645, Giovanni Riccioli había sido el primero en determinar la longitud de un "péndulo de segundos" (un péndulo con un semiperíodo de un segundo). En 1671 Jean Picard midió la longitud de un "péndulo de segundos" en el Observatorio de París. Encontró el valor de 440,5 líneas de la Toise de Châtelet (una toise [español: toesa] se define como 6 pieds [pies] o 72 pouces [pulgadas] o también 864 lignes [líneas]), que había sido renovado recientemente. Propuso una toesa universal (francés: toise universelle) que tenía el doble de la longitud del péndulo de segundos. Sin embargo, pronto se descubrió que la longitud de un péndulo de segundos varía de un lugar a otro: el astrónomo francés Jean Richer había cuantificado la diferencia de longitud entre Cayena (en la Guayana Francesa) y París en un 0,3%.
Jean Richer y Giovanni Cassini midieron el paralaje de Marte entre París y Cayena en la Guayana Francesa cuando Marte estaba más cerca de la Tierra en 1672. Llegaron a una cifra para el paralaje solar de 9,5 segundos de arco, equivalente a una distancia Tierra-Sol de unos 22.000 radios terrestres. También fueron los primeros astrónomos en tener acceso a un valor preciso y fiable del radio de la Tierra, que había sido medido por su colega Jean Picard en 1669 como 3.269.000 toises. Isaac Newton usó esta medida para establecer su ley de gravitación universal. Las observaciones geodésicas de Picard se habían limitado a la determinación de la magnitud de la Tierra considerada como una esfera, pero el descubrimiento realizado por Jean Richer llamó la atención de los matemáticos acerca de la desviación respecto a la forma esférica de la Tierra. La determinación de la forma de la Tierra se convirtió en un problema de la mayor importancia en astronomía, ya que el diámetro de la Tierra era la unidad a la que se referían las distancias celestes.
La principal unidad de longitud francesa era la Toise de París, cuyo estándar era la Toise de Châtelet, que se fijó en la entrada del Grand Châtelet en París desde 1668 hasta 1776. En 1735, se calibraron dos estándares geodésicos contra la Toise de Châtelet. Uno de ellos, la Toise de Perú, se utilizó en los cálculos de la misión geodésica francesa. En 1766, la Toise de Perú se convirtió en el estándar oficial de la toisa en Francia, y pasó a llamarse Toisa de la Academia (en francés: Toise de l'Académie).
En su célebre obra Théorie de la figure de la terre, tirée des principes de l'hydrostatique ('Teoría de la Figura de la Tierra, extraída de los Principios de la Hidrostática') publicada en 1743, Alexis Claude Clairaut sintetizó las relaciones existentes entre la gravedad y la forma de la Tierra. Clairaut expuso allí su teorema, que establecía una relación entre la gravedad medida en diferentes latitudes y el achatamiento de la Tierra considerada como un esferoide compuesto por capas concéntricas de densidades variables. Hacia fines del siglo XVIII, los geodestas buscaron reconciliar los valores del achatamiento extraídos de las medidas de los arcos de meridiano, con los que proporcionaba el esferoide de Clairaut obtenidos a partir de la medición de la gravedad. En 1789, Pierre-Simon Laplace calculó un achatamiento de 1/279 valiéndose de las medidas de los arcos de meridianos conocidos en la época. Sin embargo, mediante datos gravimétricos calculó un aplanamiento de 1/359. Adrien-Marie Legendre por su parte encontró al mismo tiempo un aplanamiento de 1/305. La Comisión de Pesos y Medidas adoptaría en 1799 un aplanamiento de 1/334 combinando el arco de Perú y los datos del meridiano de Delambre y Méchain.

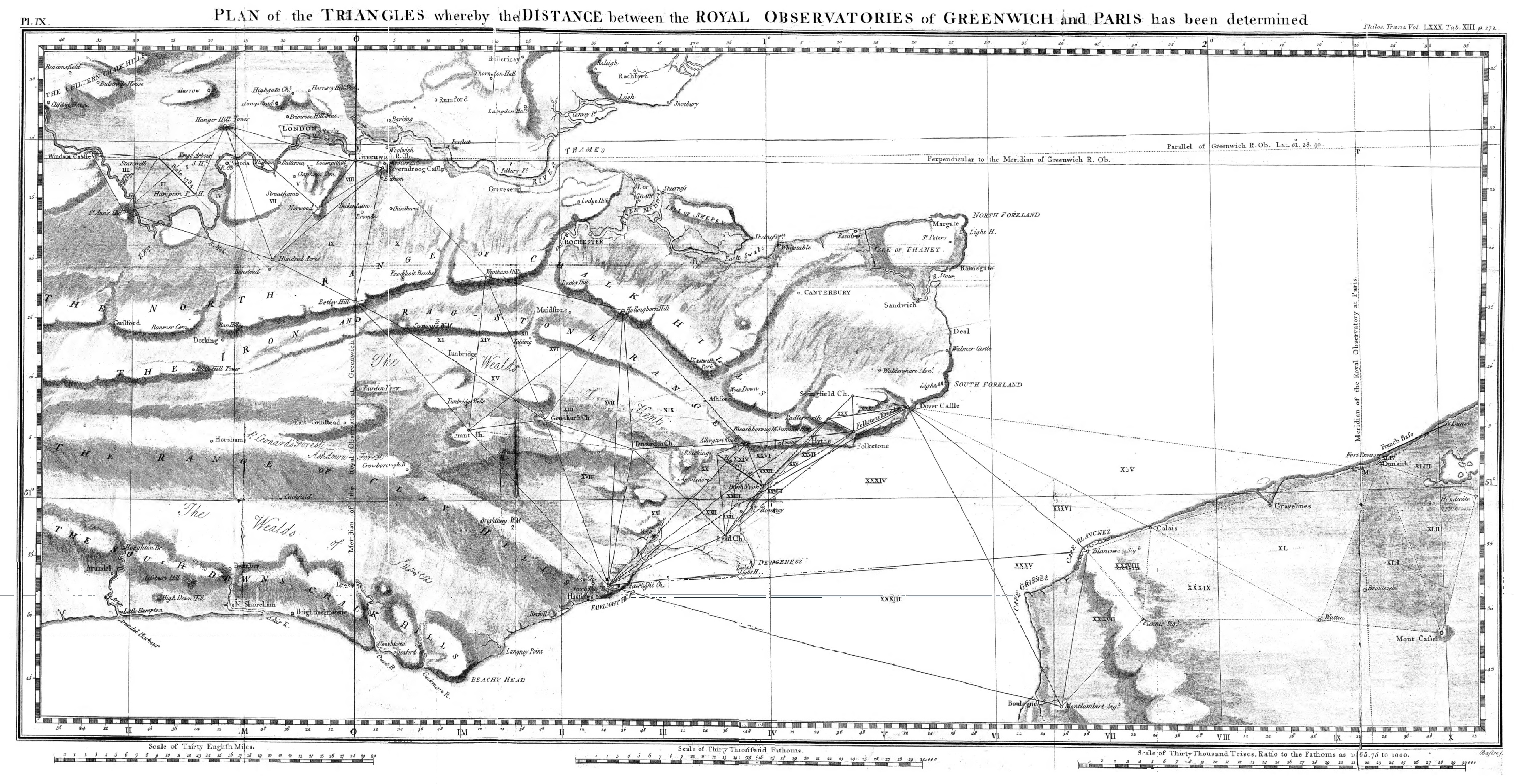
Triangulación del levantamiento geodésico anglo-francés (1784-1790)

Los levantamientos geodésicos encontraron aplicaciones prácticas en la cartografía francesa y en el levantamiento geodésico anglo-francés, cuyo objetivo era conectar los observatorios de París y de Greenwich y que condujeron a la Triangulación Principal de Gran Bretaña. La unidad de longitud utilizada por los franceses era la toesa de París, que se dividía en seis pies. La unidad inglesa de longitud era la yarda, que se convirtió en la unidad geodésica utilizada en el imperio británico.
A pesar de los avances científicos en el campo de la geodesia, se hicieron pocos avances prácticos hacia el establecimiento de la "medida universal" hasta la revolución francesa de 1789. Francia se vio particularmente afectada por la proliferación de medidas de longitud, y la necesidad de reforma fue ampliamente aceptada en todos los países a pesar de sus distintos puntos de vista políticos, incluso si se necesitó del impulso de la revolución para lograrlo. Talleyrand resucitó la idea del péndulo de segundos antes de la Asamblea Constituyente en 1790, sugiriendo que la nueva medida se definiera en la latitud 45° Norte (una latitud que, en Francia, corre justo al norte de Burdeos y justo al sur de Grenoble): a pesar del apoyo de la Asamblea, la propuesta no llegó a prosperar.

## Definición según el meridiano

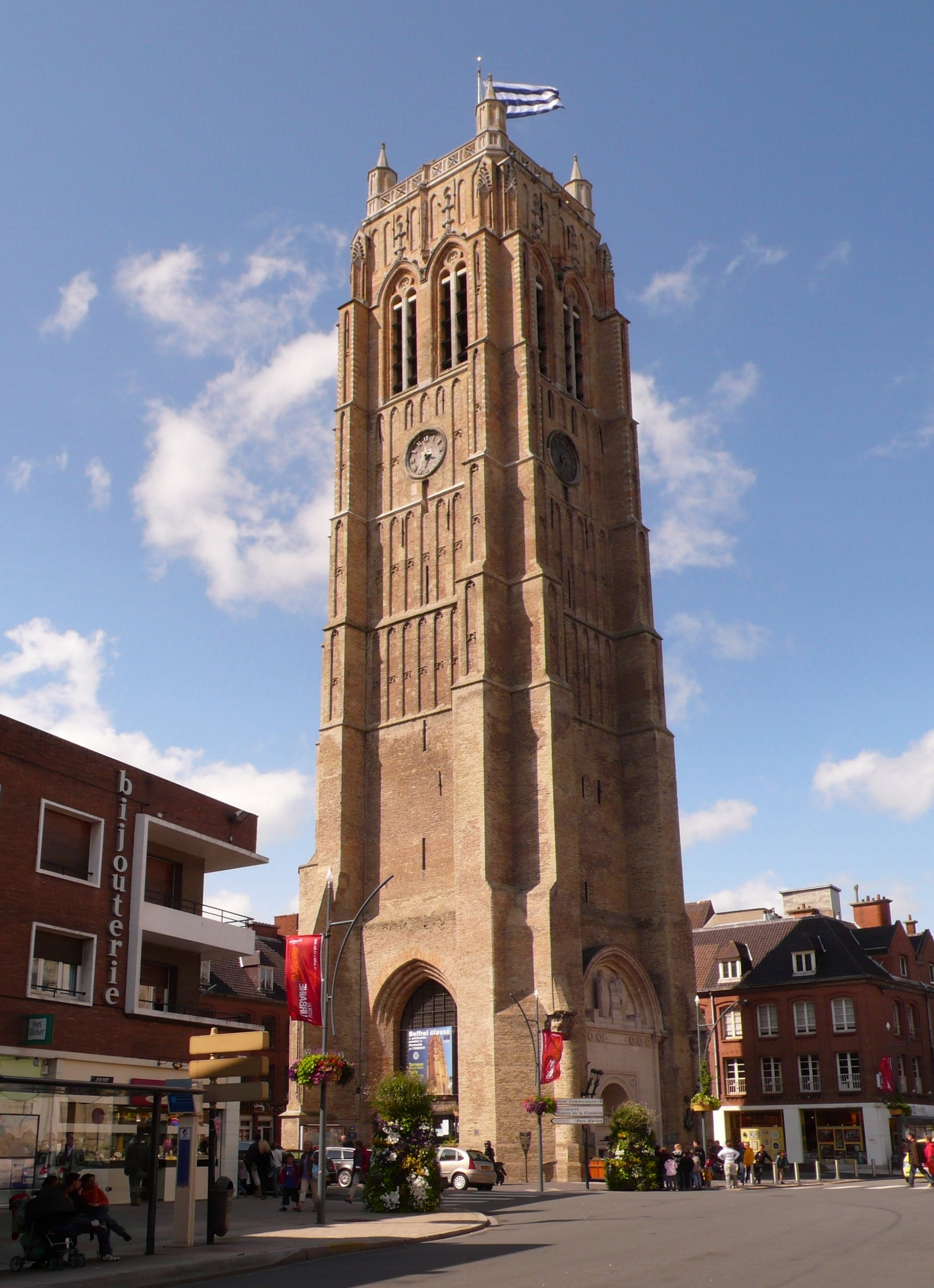
La torre del campanario de la Iglesia de San Eloi en Dunkerque, el extremo norte del arco de meridiano que abarcaba hasta Barcelona en su extremo sur

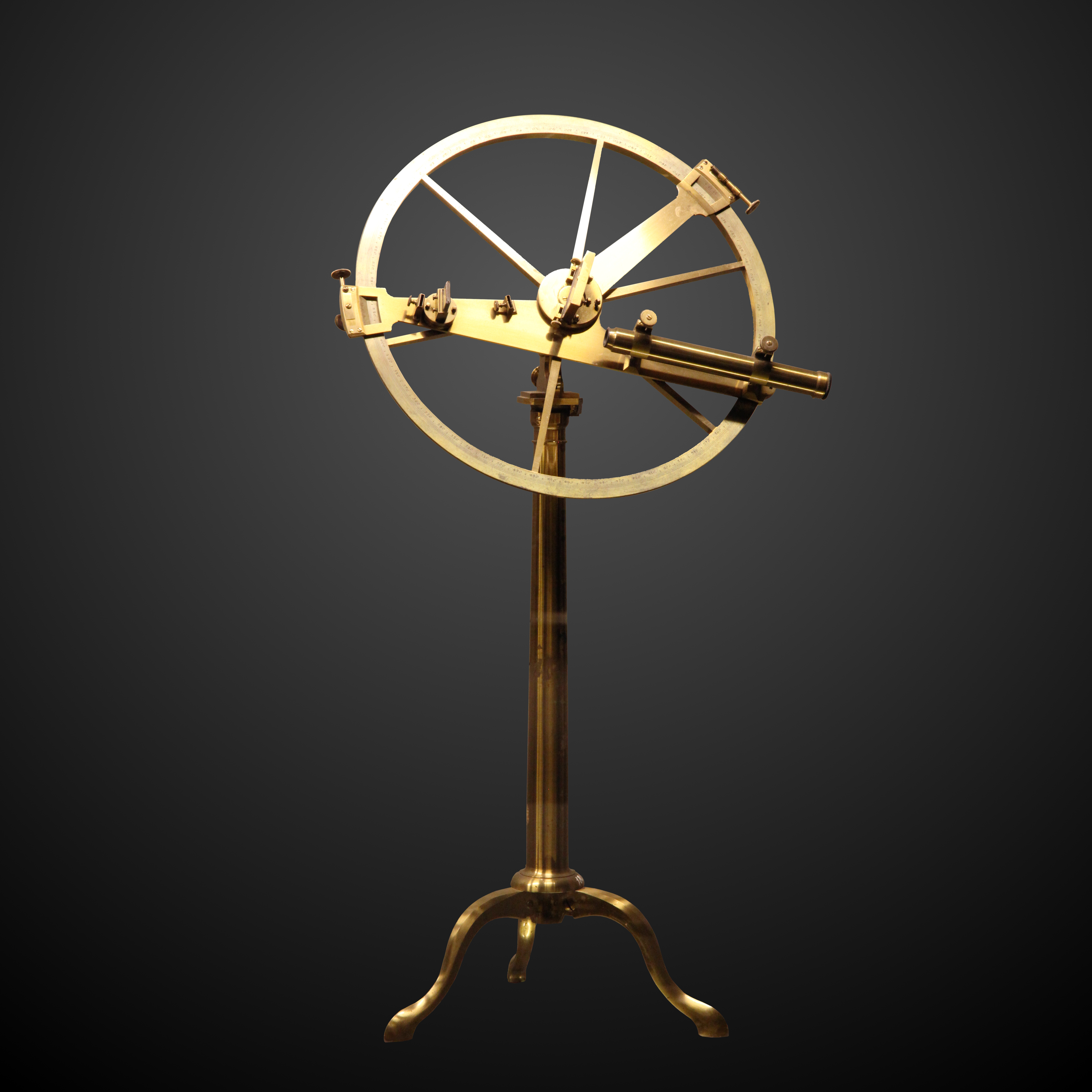
Círculo de reflexión construido por Étienne Lenoir

La cuestión de la reforma del sistema de unidades de medida quedó en manos de la Academia de Ciencias de Francia, que nombró una comisión presidida por Jean-Charles de Borda, un decidido partidario de la decimalización que había inventado el "círculo repetidor", un instrumento topográfico que permitía obtener una precisión mucho mayor en la medición de ángulos entre puntos de referencia, e insistía en que se calibrara en "grados centesimales" (cada grado centesimal es 1⁄100 de un cuarto de círcunferencia) con 100 minutos en cada grado y 100 segundos en cada minuto, en lugar de en grados sexagesimales como se hacía hasta entonces. Borda consideró que el péndulo de segundos era una mala elección como estándar porque el segundo existente (como unidad de tiempo) no formaba parte del sistema decimal de unidades de tiempo propuesto durante la revolución francesa, un sistema de 10 horas al día, 100 minutos a la hora y 100 segundos por minuto, introducido en 1793.
En lugar del método del péndulo de segundos, la comisión, cuyos miembros incluían a Lagrange, Laplace, Monge y Condorcet, decidió que la nueva medida debería ser igual a una diezmillonésima parte de la distancia del polo norte al ecuador (un cuadrante de la circunferencia de la Tierra), medido sobre el meridiano que pasa por París. Aparte de la consideración obvia de acceso seguro para los topógrafos franceses, el meridiano de París también fue una buena elección por razones científicas: una parte del cuadrante de Dunkerque a Barcelona (alrededor de 1000 km, o una décima parte del total) podría medirse con puntos de inicio y finalización al nivel del mar, y esa porción estaba aproximadamente en la parte central del cuadrante, donde se esperaba que los efectos del achatamiento de la Tierra fueran más apreciables. La misión geodésica francoespañola había confirmado que la aceleración de un cuerpo cerca de la superficie de la Tierra se debe a los efectos combinados de la gravedad y la aceleración centrífuga generada por el giro de la Tierra. De hecho, ahora se sabe que la aceleración resultante hacia el suelo es aproximadamente un 0,5 % mayor en los polos que en el ecuador. De ello se deduce que el diámetro polar de la Tierra es menor que su diámetro ecuatorial. La Academia de Ciencias de Francia planeó deducir el achatamiento de la Tierra tanto de las diferencias de longitud entre las porciones del meridiano correspondientes a un grado de latitud, como de las variaciones de la aceleración gravitatoria (véase teorema de Clairaut). Jean Baptiste Biot y François Arago publicaron en 1821 sus observaciones completando las de Delambre y Mechain. Era un cálculo de la variación de la longitud de los grados de latitud en el meridiano de París, así como la determinación de la variación de la longitud del péndulo de segundos en el mismo meridiano. La longitud del péndulo de segundos era un procedimiento para medir "g", la aceleración local resultante de la combinación de la gravedad local y la aceleración centrífuga, que varía con la latitud (véase gravedad de la Tierra).

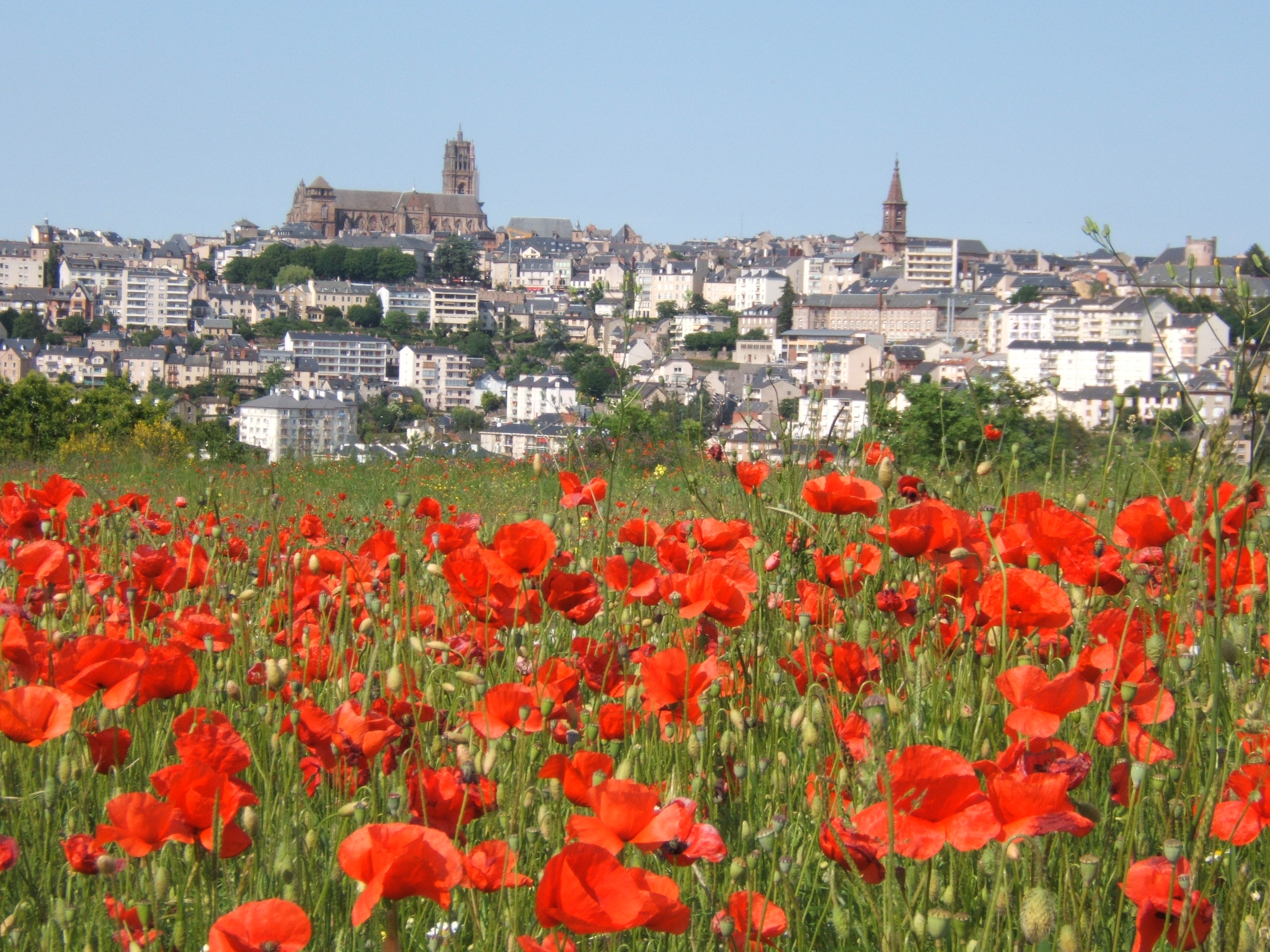
Las secciones norte y sur del levantamiento del meridiano se encontraron en la Catedral de Rodez, vista aquí a la izquierda dominando el horizonte de Rodez

La tarea del levantamiento geodésico del arco de meridiano recayó en Pierre Méchain y Jean-Baptiste Joseph Delambre, y el trabajo duró más de seis años (1792-1798). Las dificultades técnicas no fueron los únicos problemas a los que se enfrentaron los geodestas en el convulso período posterior a la revolución francesa: Méchain y Delambre, y más tarde Arago, fueron encarcelados varias veces durante sus trabajos, y Méchain murió en 1804 de fiebre amarilla, que contrajo mientras intentaba mejorar sus resultados originales en el norte de España. Mientras tanto, la comisión calculó un valor provisional a partir de mediciones anteriores de 443.44 líneas. Este valor fue fijado por ley el 7 de abril de 1795.
El proyecto se dividió en dos partes: la sección norte de 742,7 km desde el campanario de Dunkerque hasta la catedral de Rodez, que fue medida por Delambre, y la sección sur de 333,0 km desde Rodez hasta el castillo de Montjuic en Barcelona, que fue medida por Méchain.

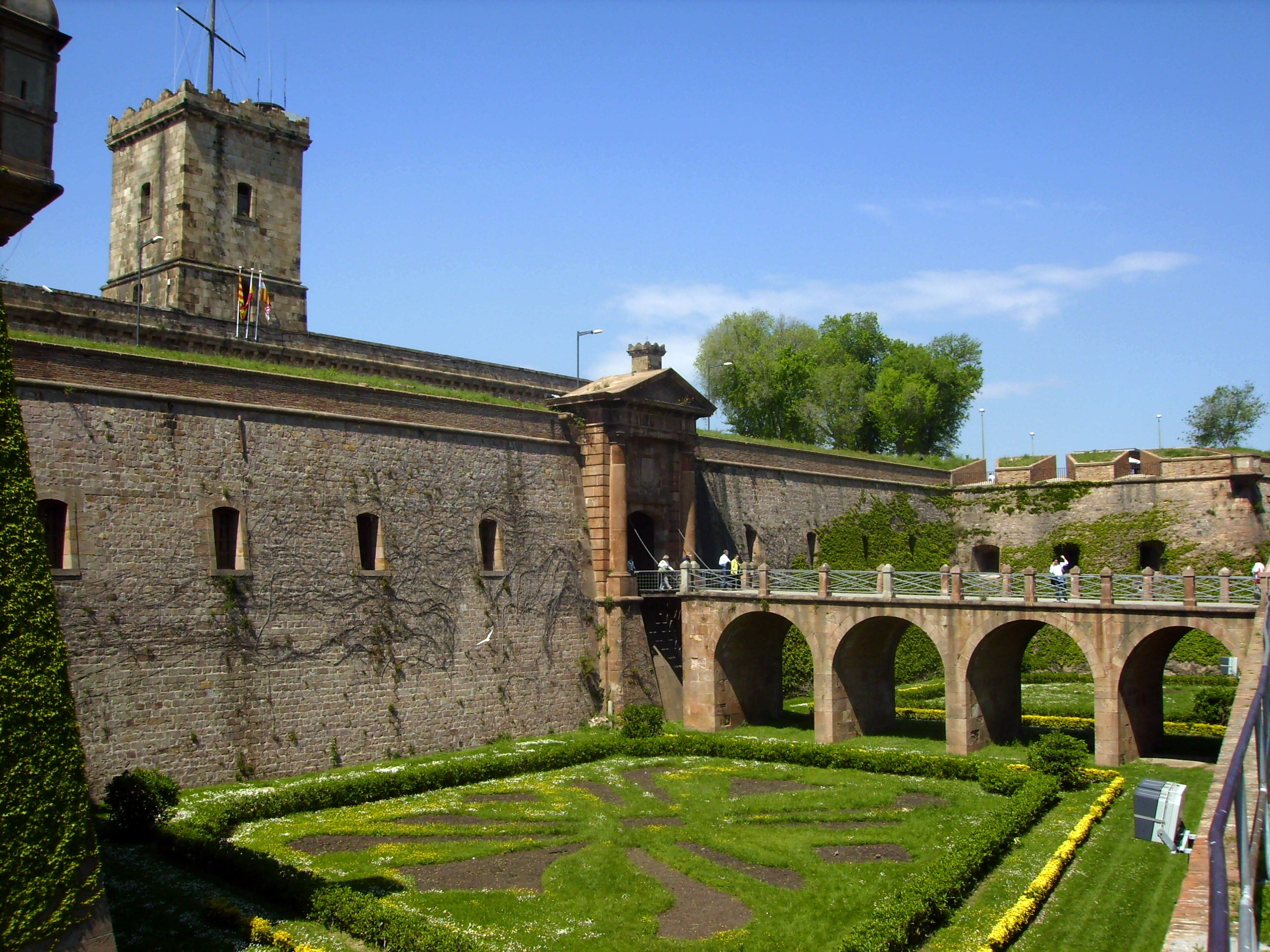
Castillo de Montjuic en Barcelona, España, el extremo sur del arco de meridiano medido por Méchain y Delambre

Delambre utilizó una línea de base de unos 10 km (6.075,90 toesas) de longitud en un camino recto entre Melun y Lieusaint. En una operación que duró seis semanas, la línea de base se midió con precisión utilizando cuatro varillas de platino, cada una de dos "toesas" de longitud (un "toesa" mide aproximadamente 1,949 m). A partir de entonces, utilizó, cuando fue posible, los vértices geodésicos empleados por Cassini en su estudio de Francia de 1744. La línea de base de Méchain, de similar longitud (6.006,25 toesas), también estaba localizado en un tramo recto de carretera, situado entre Vernet (en la zona de Perpiñán) y Salces (actualmente Salses-le-Château). Aunque el sector de Méchain tenía la mitad de la longitud que el de Delambre, incluía los Pirineos y partes de España que no se habían inspeccionado geodésicamente hasta entonces. Una comisión internacional compuesta por Gabriel Císcar, Jean-Baptiste Delambre, Pierre-Simon Laplace, Adrien-Marie Legendre, Pierre Méchain, Jean Henri van Swinden y Johann Georg Tralles combinó los resultados de este trabajo con los de la misión geodésica al Perú, y determinó un valor de 1/334 para el achatamiento de la Tierra. A partir de la medida del arco de meridiano de París entre Dunkerque y Barcelona, extrapolaron la distancia del polo norte al ecuador terrestre, que era de 5.130.740 "toesas". Como el metro tenía que ser igual a la diezmillonésima parte de esta distancia, se definió como 0.513074 toesas o 3 pies y 11,296 líneas de la toesa de Perú. Su resultado fue 0,144 líneas más corto que el valor provisional, una diferencia de alrededor del 0,03%.

## Mètre des Archives

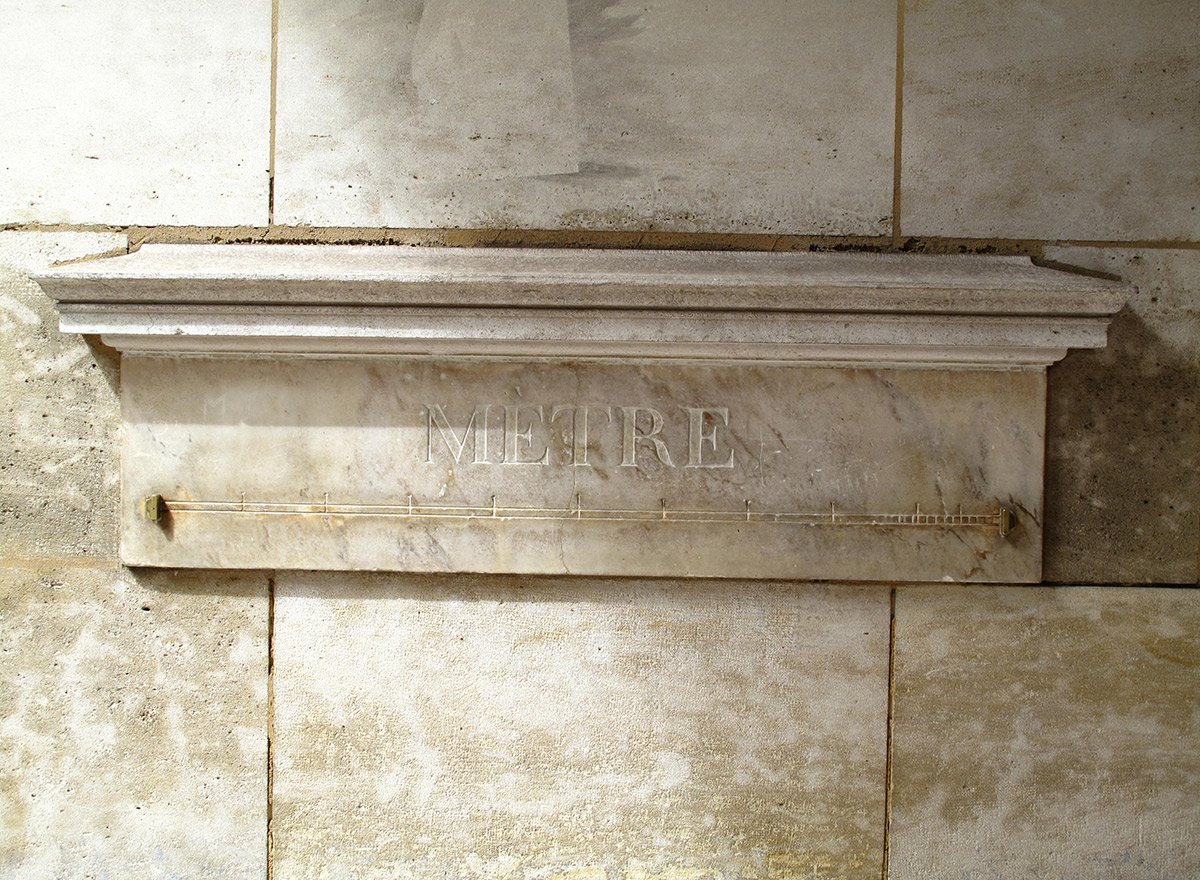
Una copia del metro "provisional" instaurado entre 1796 y 1797, ubicada en la pared de un edificio en el 36 de la calle de Vaugirard, París. Estos patrones se basaron en el metro "provisional" porque la expedición para volver a determinar de nuevo el valor del metro no se completó hasta 1798.

Mientras Méchain y Delambre completaban su levantamiento, la comisión había ordenado hacer una serie de barras de platino basadas en el metro provisional. Conocido el resultado final, se seleccionó la barra cuya longitud se aproximaba más a la definición meridional del metro y se depositó en el Archivo Nacional el 22 de junio de 1799 (4 messidor An VII en el calendario republicano francés) como registro permanente del resultado. Esta barra métrica estándar se conoció como el mètre des Archives.
El sistema métrico decimal, es decir, el sistema de unidades basado en el metro, fue adoptado oficialmente en Francia el 10 de diciembre de 1799 (19 frimaire An VIII) y se convirtió en el único sistema legal de pesos y medidas a partir de 1801. Tras la restauración del Imperio, en 1812, se revivieron los antiguos nombres para las unidades de longitud, pero las unidades se redefinieron en términos del metro: este sistema se conoció como mesures usuelles, y duró hasta 1840, cuando el sistema métrico decimal volvió a ser el único con rango de medida legal. Mientras tanto, los Países Bajos habían adoptado el sistema métrico a partir de 1816. La República Helvética, el primero de varios países en seguir el ejemplo francés, había adoptado el metro poco antes de su colapso en 1803.

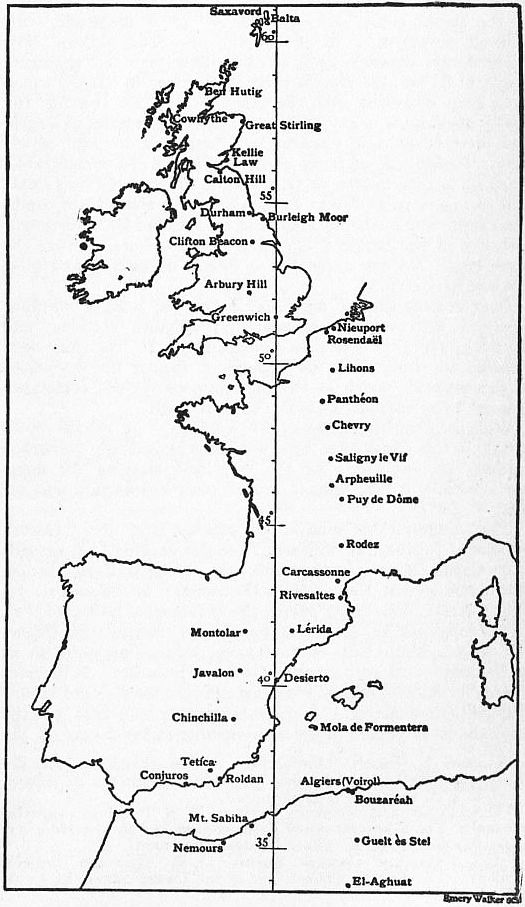
El Arco de Meridiano Europa Occidental-África se extendió desde las islas Shetland, a través de Gran Bretaña, Francia y España hasta El Aghuat en Argelia. Sus parámetros se calcularon a partir de estudios llevados a cabo a finales del siglo XIX. Dio un valor para el radio ecuatorial de la tierra a= 6 377 935 metros, asumiendo su elipticidad como de 1/299,15. El radio de curvatura de este arco no es uniforme, siendo, en promedio, unos 600 metros mayor en la parte norte que en la parte sur. Representa el Meridiano de Greenwich en lugar del Meridiano de París

Con la extensión de los trabajos se hizo evidente que el resultado de Méchain y Delambre (443.296 lignes) era ligeramente demasiado corto para la definición del metro de acuerdo con el meridiano. Mientras que el Ordnance Survey extendió la campaña geodésica británica hacia el norte hasta las islas Shetland, Arago y Biot extendieron la toma de datos francesa hacia el sur en España, hasta alcanzar la isla de Formentera en el mar Mediterráneo occidental (1806-1809), y encontraron que una diezmillonésima parte del cuadrante de la Tierra debería ser 443,31 lignes: un trabajo posterior aumentó el valor a 443,39 lignes.
Algunos pensaron que la base del sistema métrico podría ser atacada señalando algunos errores hallados en las medidas de los dos científicos franceses. Méchain incluso había notado una inexactitud que no se atrevía a admitir. Louis Puissant declaró en 1836 ante la Academia de Ciencias de Francia que Delambre y Méchain se habían equivocado en la medida del arco meridiano francés. Como este levantamiento también formaba parte de la base del mapa de Francia, Antoine Yvon Villarceau comprobó, entre 1861 y 1866, las operaciones geodésicas realizadas en ocho puntos del arco meridiano, y a continuación se corrigieron algunos de los errores en las operaciones de Delambre y Méchain.
En 1866, en la conferencia de la Asociación Internacional de Geodesia celebrada en Neuchâtel, Carlos Ibáñez de Ibero anunció la contribución de España a la medición del arco de meridiano francés. En 1870, François Perrier se encargó de retomar la triangulación entre Dunkerque y Barcelona. Este nuevo estudio del arco del meridiano de París, denominado "Arco de Meridiano Europa Occidental-África" por Alexander Ross Clarke, se llevó a cabo en Francia y en Argelia bajo la dirección de François Perrier desde 1870 hasta su muerte en 1888, completando la tarea Jean-Antonin-Léon Bassot en 1896. Según los cálculos realizados en la oficina central de la asociación internacional sobre el gran arco meridiano que se extendió desde las islas Shetland, pasando por Gran Bretaña, Francia y España hasta El Aghuat en Argelia, el radio ecuatorial de la Tierra era de 6.377.935 metros, asumiendo la elipticidad de la Tierra como 1/299,15. El valor moderno, para el esferoide de referencia WGS 84 con un achatamiento terrestre de 1/298,257223563, es de 1,00019657 × 107 m para la distancia desde el polo norte hasta el ecuador.

Radio medio de la Tierra en el sistema WGS 84: ecuatorial (a), polar (b) y radio medio de la Tierra según se definió en la revisión del Sistema Geodésico Mundial de 1984

Una determinación más precisa de la forma de la Tierra resultó también de la medición del Arco Geodésico de Struve (1816-1855), que habría dado otro valor para la definición de este estándar de longitud. Esto no invalidó el patrón empleado hasta entonces, pero puso de relieve que los avances en la ciencia permitirían una mejor medición del tamaño y la forma de la Tierra. El mètre des Archives siguió siendo el estándar legal y práctico para el metro en Francia, incluso una vez que se supo que no se correspondía exactamente con la definición según el meridiano. Cuando se decidió (en 1867) crear un nuevo metro estándar internacional, se tomó como longitud la del mètre des Archives "en el estado en que se encuentre".
Uno de los usos internacionales significativos de la definición según el meridiano del metro fue el trabajo inicial realizado por la Asociación Británica para el Avance de la Ciencia (B.A.) sobre las unidades eléctricas, que conduciría al Sistema Internacional de Unidades Eléctricas y Magnéticas. A menudo se afirmaba que las unidades eléctricas internacionales formaban un conjunto coherente de unidades absolutas en el sistema cuadrante-undécimo-gramo-segundo (también conocido como el "sistema QES" o "sistema QES" por las siglas en inglés de "quadrant-eleventh-gram-second"), donde la longitud de la unidad era el cuadrante de la circunferencia polar de la Tierra, la unidad de masa era el "undécimo exponente del gramo" o 10−11 gramos y la unidad de tiempo era el segundo. La precisión de las mediciones eléctricas absolutas a finales del siglo XIX no era tal que la diferencia del 0,02% en la definición del metro tuviera algún significado práctico.
En 1832, Carl Friedrich Gauss estudió el campo magnético terrestre, y propuso agregar el segundo a las unidades básicas del metro y el kilogramo en forma del sistema CGS (centímetro, gramo, segundo). En 1836, fundó el Magnetischer Verein, la primera asociación científica internacional, en colaboración con Alexander von Humboldt y Wilhelm Eduard Weber. La geofísica o el estudio de la Tierra por medio de la física precedió a la física moderna y contribuyó al desarrollo de sus métodos. Se trataba principalmente de una rama científica de la filosofía natural, cuyo objeto era el estudio de fenómenos naturales como el campo magnético terrestre, los rayos y la gravedad. La coordinación de la observación de fenómenos geofísicos en diferentes puntos del globo fue de suma importancia y estuvo en el origen de la creación de las primeras asociaciones científicas internacionales. A la fundación de la Magnetischer Verein le seguirá la de la Asociación Geodésica Internacional en Europa Central por iniciativa de Johann Jacob Baeyer en 1863, y la de la Organización Meteorológica Mundial en 1879.

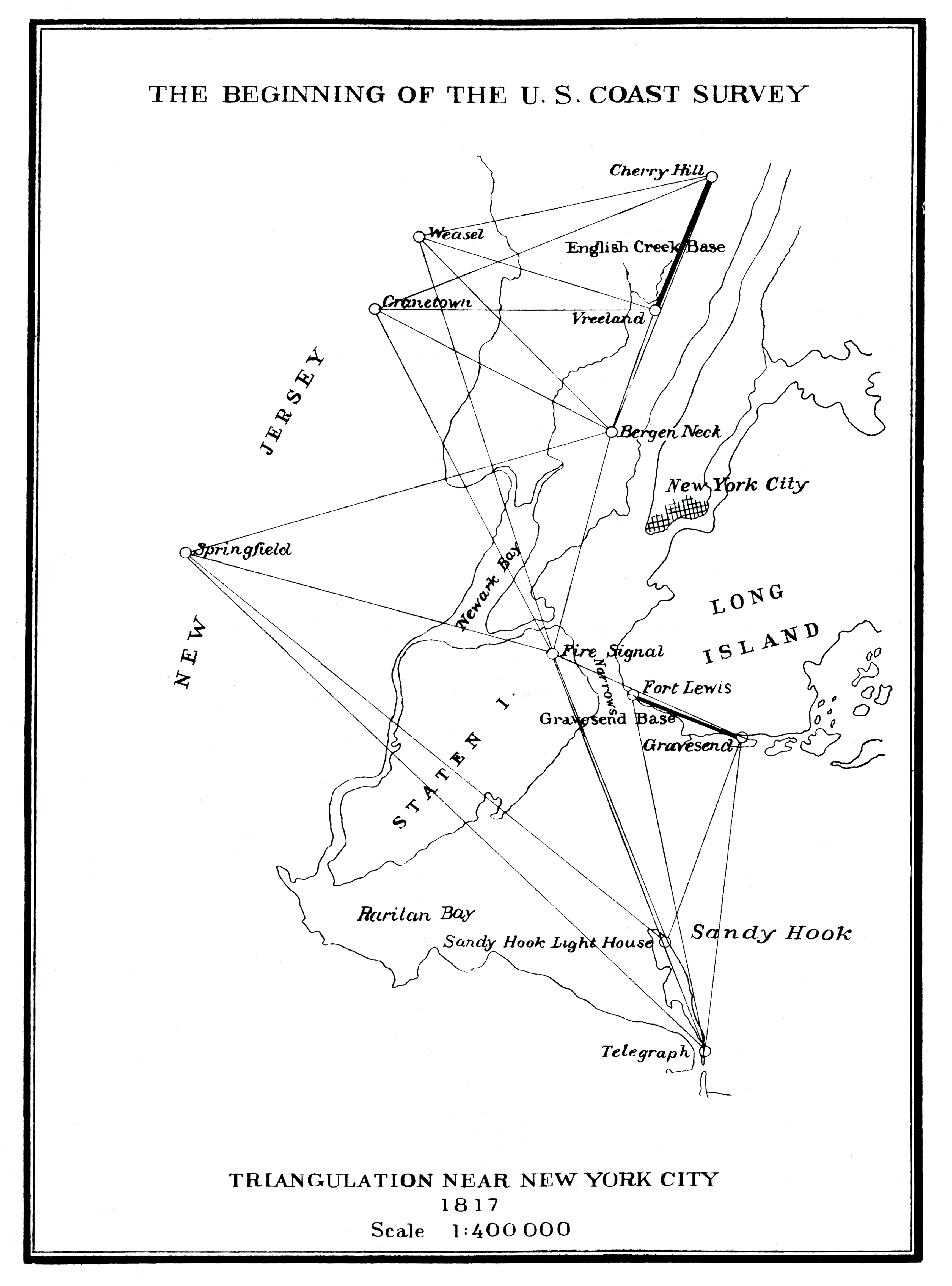
El comienzo del United States Survey of the Coast (Trabajos de Geodesia de la Costa de los EE. UU.)

La agencia predecesora original del National Geodetic Survey fue el United States Survey of the Coast, creado dentro del Departamento del Tesoro de los Estados Unidos por una Ley del Congreso el 10 de febrero de 1807, para realizar un "Levantamiento Geodésico de la Costa". The Survey of the Coast, la primera agencia científica del gobierno federal de los Estados Unidos, representó el interés de la administración del presidente Thomas Jefferson en la ciencia y la estimulación del comercio internacional mediante el uso de métodos científicos geodésicos para cartografiar las aguas de los Estados Unidos y hacerlas seguras para la navegación. Se seleccionó a un inmigrante de origen suizo con experiencia tanto en topografía como en la estandarización de unidades de medida, Ferdinand R. Hassler para dirigir la toma de datos.
Hassler presentó un plan para el trabajo de reconocimiento que implicaba el uso de una red de triangulación para garantizar la precisión científica del levantamiento, pero problemas de relaciones internacionales impidieron que el nuevo Survey of the Coast comenzara su trabajo. La Ley de Embargo de 1807 detuvo virtualmente el comercio estadounidense con el extranjero solo un mes después del nombramiento de Hassler y permaneció vigente hasta que Jefferson dejó el cargo en marzo de 1809. No fue hasta 1811 que el sucesor de Jefferson, el presidente James Madison, envió a Hassler a Europa para comprar los instrumentos necesarios para realizar el levantamiento planificado, así como pesos y medidas estandarizados. Hassler partió el 29 de agosto de 1811, pero ocho meses después, mientras estaba en Inglaterra, estalló la guerra anglo-estadounidense de 1812, lo que lo obligó a permanecer en Europa hasta su conclusión en 1815. Hassler no regresó a los Estados Unidos hasta el 16 de agosto de 1815.
The Survey finalmente comenzó a realizar operaciones geodésicas en 1816, cuando Hassler empezó a trabajar en las cercanías de Nueva York. La primera línea de base se midió y verificó en 1817. La unidad de longitud a la que se referirían todas las distancias medidas era el metro del Comité (en francés: Mètre des Archives), del cual Hassler tenía una copia que trajo a los Estados Unidos en 1805.
En 1835, la invención del telégrafo por parte de Samuel Morse permitió nuevos avances en el campo de la geodesia, ya que hizo posible determinar las longitudes geográficas con mayor precisión. Además, la publicación en 1838 de Gradmessung in Ostpreussen de Friedrich Bessel marcó una nueva era en la ciencia de la geodesia. En esta obra se describía el método de los mínimos cuadrados aplicado al cálculo de una red de triángulos y la reducción de las observaciones en general. La manera sistemática en que se tomaron todas las observaciones con miras a obtener resultados finales de extrema precisión fue admirable. Para su estudio, Bessel usó una copia de la Toesa del Perú construida en 1823 por Fortin en París.

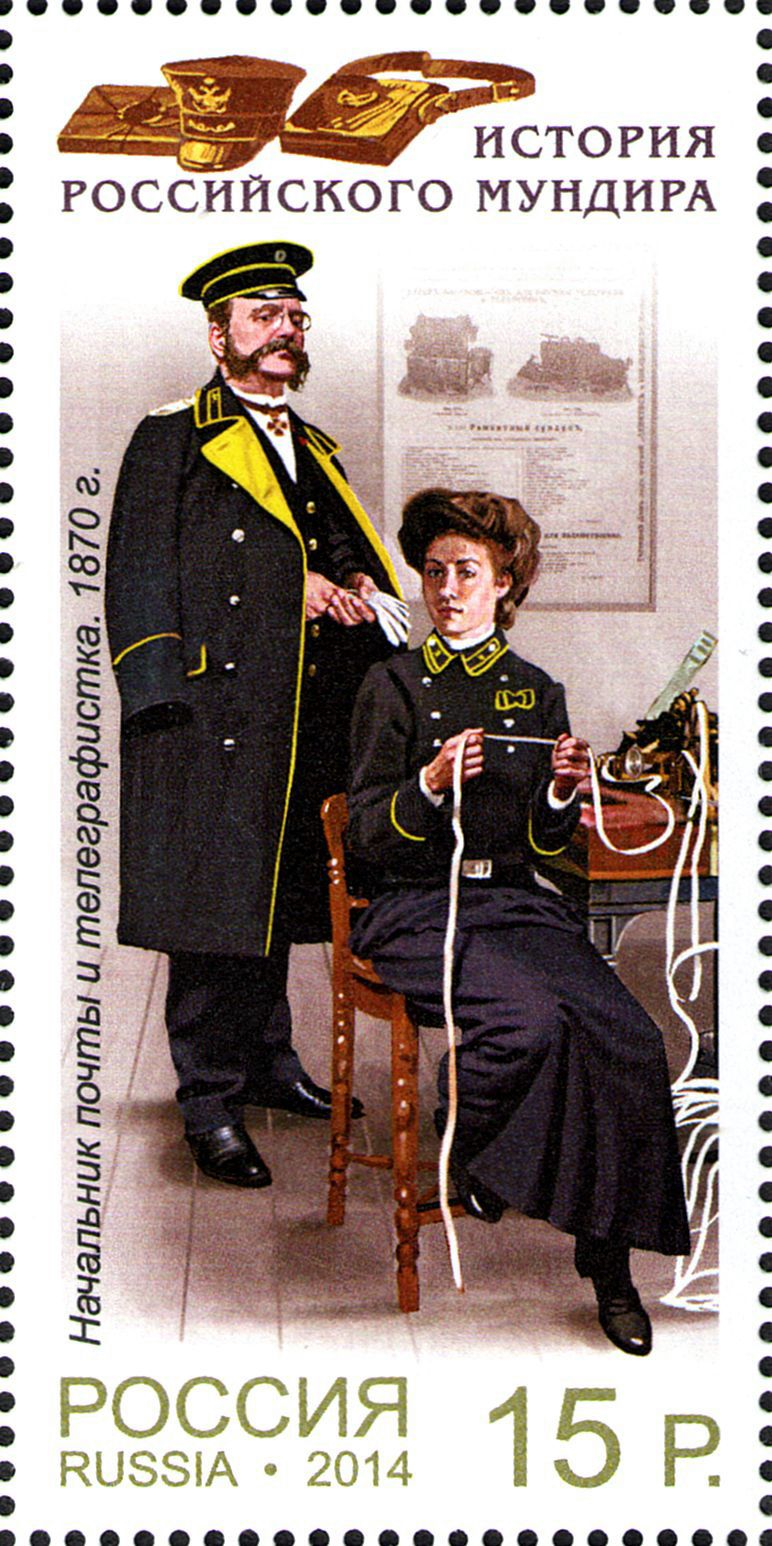
Un jefe de una oficina de correos y una telegrafista. en 1870

En 1860, el gobierno ruso, a instancias de Otto Wilhelm von Struve, invitó a los gobiernos de Bélgica, Francia, Prusia e Inglaterra a conectar sus triangulaciones para medir la longitud de un arco de paralelo en la latitud 52° para comprobar la precisión de la figura y dimensiones de la Tierra, derivadas de las medidas del arco de meridiano. Para combinar las medidas fue necesario comparar los estándares geodésicos de longitud utilizados en los diferentes países. El Gobierno Británico invitó a los de Francia, Bélgica, Prusia, Rusia, India, Australia, Austria, España, Estados Unidos y Cabo de Buena Esperanza a enviar sus estándares a la oficina del Ordnance Survey en Southampton. Cabe destacar que los estándares geodésicos de Francia, España y Estados Unidos se basaron en el sistema métrico, mientras que los de Prusia, Bélgica y Rusia se calibraron contra la toesa, siendo el patrón físico más antiguo el de la Toesa de Perú, que había sido construida en 1735 como patrón de referencia para la misión geodésica francoespañola, realizada en el actual Ecuador desde 1735 hasta 1744.
En 1861 Johann Jacob Baeyer publicó un informe sugiriendo que los países europeos deberían cooperar en la determinación de la forma de la Tierra. En 1862, cuando Dinamarca, Sajonia-Gotha, los Países Bajos, Rusia (por Polonia), Suiza, Baden, Sajonia, Italia, Austria, Suecia, Noruega, Baviera, Mecklenburgo, Hanover y Bélgica decidieron participar, se adoptó la toesa empleada por Bessel como patrón geodésico internacional.
Como precursor en Europa, España adoptó el metro como estándar geodésico. En 1866, España se unió a la asociación geodésica y estuvo representada por Carlos Ibáñez e Ibáñez de Ibero. Había ideado un patrón geodésico calibrado contra el metro que había sido comparado con la Toesa de Borda (una copia de la Toesa de Perú construida para la medición del arco meridiano de París por Delambre y Mechain), que servía como módulo de comparación para la medición de todas las bases geodésicas en Francia. Se realizó una copia del patrón geodésico métrico español para Egipto. En 1863, Ibáñez e Ismail Effendi Mustafa compararon el patrón español con el patrón egipcio en Madrid. Estas comparaciones eran esenciales, debido a la dilatación de los sólidos con el aumento de la temperatura, un fenómeno que ya se había demostrado durante el siglo XVIII. El famoso físico y geodésico francés Pierre Bouguer había exhibido su efecto en una gran asamblea en el Los Inválidos. En la práctica, un hecho había dominado constantemente todas las ideas sobre las fluctuaciones en la medición de las bases geodésicas: la preocupación constante por evaluar con precisión la temperatura de los patrones en el campo; y la determinación de esta variable, de la que dependía la longitud del instrumento de medida, siempre había sido considerada por los geodestas tan difícil y tan importante que casi se podría decir que la historia de los instrumentos de medida es casi idéntica a la de las precauciones tomadas para evitar los errores debidos a las variaciones de la temperatura. El uso del metro por parte de Ferdinand Rudolph Hassler en estudios costeros, que había sido un argumento para la introducción de la Ley Métrica de 1866 que permitía el uso del metro en los Estados Unidos, probablemente también jugó un papel importante en la elección del metro como unidad científica internacional de longitud y en la propuesta, en 1867, de fundar una organización para la Medición del Arco Europeo (en alemán: Europäische Gradmessung) y de "establecer una oficina internacional europea de pesos y medidas" para ello.
Este organismo decidió la creación de un estándar geodésico internacional para medir líneas de base en la Conferencia General celebrada en París en 1875.

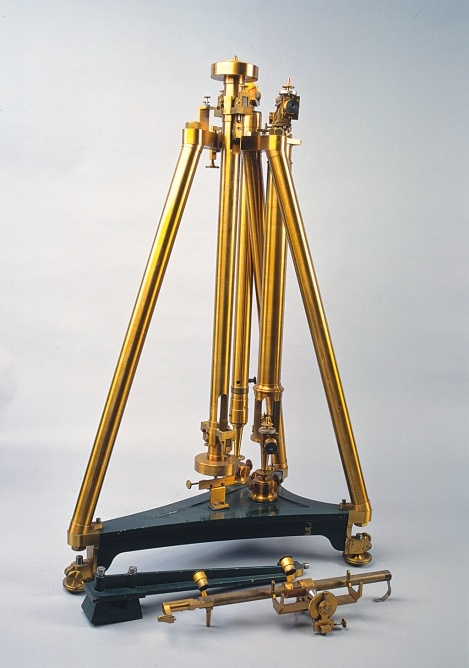
Gravímetro con una variante del péndulo de Repsold-Bessel

La Conferencia de París de la organización para la Medición del Arco Europeo también trató sobre el mejor instrumento a utilizar para la determinación de la gravedad. Después de una discusión en profundidad en la que participó un académico estadounidense, Charles Sanders Peirce, la asociación se decidió por el péndulo de reversión, que se usaba en Suiza, y se resolvió rehacerlo en Berlín, en la estación donde Bessel realizó sus famosas medidas. Por otro lado, se procedió allí mismo a determinar la gravedad por medio de aparatos de varias clases empleados en diferentes países, con el fin de compararlos y así obtener las ecuaciones para hacer corresponder sus escalas.
Los avances de metrología combinados con los de la gravimetría a través de la mejora que supuso el péndulo de Kater llevaron a una nueva era de la geodesia. Si la metrología de precisión hubiera necesitado la ayuda de la geodesia, no podría seguir prosperando sin la ayuda de la metrología. En efecto, no hubiera sido posible expresar todas las medidas de los arcos terrestres en función de una sola unidad, y todas las determinaciones de la fuerza de gravedad con el péndulo, si la metrología no hubiera creado una unidad común, adoptada y respetada por todas las naciones civilizadas, y si además no se hubieran comparado, con gran precisión, con la misma unidad todas las reglas empleadas para medir bases geodésicas, y todas las varillas de péndulo que se hubieran usado hasta entonces o se emplearan en el futuro, solo cuando esta serie de comparaciones metrológicas se terminara con un probable error de una milésima de milímetro, la geodesia podría vincular las obras de las diferentes naciones entre sí, y luego proclamar el resultado de la medición del Globo.
El péndulo reversible construido por los hermanos Repsold fue utilizado en Suiza en 1865 por Émile Plantamour para la medición de la gravedad en seis estaciones de la red geodésica suiza. Siguiendo el ejemplo de este país y bajo el patrocinio de la Asociación Geodésica Internacional, Austria, Baviera, Prusia, Rusia y Sajonia emprendieron determinaciones de gravedad en sus respectivos territorios. Como la forma de la Tierra podía deducirse de las variaciones de la longitud del péndulo de segundos con la latitud, la dirección del Coast Survey de los Estados Unidos instruyó a Charles Sanders Peirce en la primavera de 1875 para que se dirigiera a Europa con el fin de realizar experimentos con el péndulo en las principales estaciones iniciales para operaciones de este tipo, con el fin de llevar las determinaciones de la fuerza de gravedad en América en comunicación con las de otras partes del mundo; y también con el propósito de hacer un estudio cuidadoso de los métodos de proseguir estas investigaciones en los diferentes países de Europa.
En 1886, la asociación cambió su nombre por el de Asociación Geodésica Internacional (en alemán: Internationale Erdmessung). Después de la muerte de Johann Jacob Baeyer, Carlos Ibáñez de Ibero se convirtió en el primer presidente de la asociación desde 1887 hasta su muerte en 1891. Durante este período, el organismo geodésico ganó importancia mundial con la incorporación de Estados Unidos, México, Chile, Argentina y Japón.
Los esfuerzos para complementar los diversos sistemas cartográficos nacionales, que comenzaron en el siglo XIX con la fundación de la Mitteleuropäische Gradmessung, dieron como resultado una serie de elipsoides globales de la Tierra (por ejemplo, el de Helmert de 1906 o el de Hayford de 1910/1924), lo que más adelante llevó a desarrollar el Sistema Geodésico Mundial. Hoy en día, el empleo práctico del metro es posible en todas partes gracias a los relojes atómicos integrados en los satélites GPS.

## Metro prototipo internacional

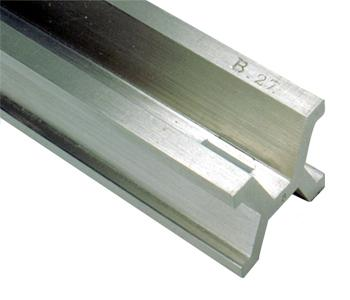
Primer plano de la Barra Nacional Prototipo de Metro Nº 27, realizada en 1889 por la Oficina Internacional de Pesas y Medidas (BIPM) y entregada a los Estados Unidos, que sirvió como estándar para definir todas las unidades de longitud en los Estados Unidos desde 1893 a 1960

Las íntimas relaciones que necesariamente existieron entre la metrología y la geodesia explican que la Asociación Internacional de Geodesia, fundada para combinar y utilizar los trabajos geodésicos de diferentes países, con el fin de llegar a una nueva y más exacta determinación de la forma y dimensiones del globo terráqueo, dio origen al idea de reformar los cimientos del sistema métrico decimal, al mismo tiempo que se amplió y se internacionalizó. No, como se supuso erróneamente durante cierto tiempo, que la Asociación tuviese la idea acientífica de modificar la longitud del metro, con el fin de ajustarlo exactamente a su definición histórica según los nuevos valores obtenidos de la longitud del meridiano terrestre. Pero, ocupados en combinar los arcos medidos en los diferentes países y conectando las triangulaciones vecinas, los geodestas encontraron, como una de las principales dificultades, la lamentable incertidumbre que reinaba sobre las ecuaciones que relacionaban las unidades de longitud utilizadas. Adolphe Hirsch, el general Baeyer y el coronel Ibáñez decidieron, con el fin de hacer comparables todos los estándares, proponer a la Asociación elegir el metro como unidad geodésica, y crear un patrón prototipo internacional que difiriera lo menos posible del mètre des Archives.
En 1867, el organismo para la Medición del Arco de Meridiano Europeo (en alemán, Europäische Gradmessung) solicitó la creación de un nuevo metro prototipo internacional (IPM) y la disposición de un sistema en el que las normas nacionales pudieran compararse con él. El gobierno francés dio apoyo práctico a la creación de una Comisión Internacional del Metro, que se reunió en París en 1870 y nuevamente en 1872 con la participación de una treintena de países. En la sesión del 12 de octubre, Carlos Ibáñez e Ibáñez de Ibero fue elegido presidente del Comité Permanente de la Comisión Internacional del Metro, que se convertiría en el Comité Internacional de Pesos y Medidas (ICWM).
La Convención del Metro se firmó el 20 de mayo de 1875 en París y la Oficina Internacional de Pesas y Medidas se creó bajo la supervisión de la Conferencia General de Pesas y Medidas. La presidencia de Carlos Ibáñez e Ibáñez de Ibero fue confirmada en la primera reunión del Comité Internacional de Pesos y Medidas, el 19 de abril de 1875. Otros tres miembros del comité, el astrónomo alemán, Wilhelm Foerster, el suizo Heinrich von Wild (metrólogo y físico en representación de Rusia), y el geodésico suizo de origen alemán Adolphe Hirsch también figuraron entre los principales artífices de la Convención del Metro.
En reconocimiento al papel de Francia en el diseño del sistema métrico, el BIPM tiene su sede en Sèvres, en las afueras de París. Sin embargo, como organización internacional, el BIPM está bajo el control final de una conferencia diplomática, la Conferencia General de Pesas y Medidas (CGPM), en lugar del gobierno francés.
En 1889, la Conferencia General de Pesos y Medidas se reunió en Sèvres, sede de la Oficina Internacional. Realizó la primera gran hazaña dictada por el lema inscrito en el frontón del espléndido edificio desde el que se expandiría el sistema métrico: "A tous les temps, a tous les peuples" (Para todos los tiempos, para todos los pueblos); y este lema se tradujo en la aprobación y distribución, entre los gobiernos de los estados que apoyaban la Convención del Metro, de patrones prototipo de precisión hasta ahora desconocida destinados a propagar la unidad métrica por todo el mundo.
Para la metrología la cuestión de la dilatación térmica de los patrones era un asunto fundamental. De hecho, el error de medición de la temperatura relacionado con la medición de la longitud en proporción a la expansibilidad del patrón y los esfuerzos constantemente renovados de los metrólogos para proteger sus instrumentos de medición contra la influencia perturbadora de la temperatura, revelaron claramente la importancia que le dieron al fenómeno de los errores inducidos por la expansión térmica. Era de conocimiento general, por ejemplo, que las mediciones efectivas solo eran posibles dentro de un edificio, cuyas habitaciones estaban bien protegidas contra los cambios de temperatura exterior, y la presencia misma del observador creaba una interferencia contra la cual a menudo era necesario tomar estrictas precauciones. En consecuencia, los Estados contratantes también recibieron una colección de termómetros cuya precisión permitía asegurar la de las medidas de longitud. El prototipo internacional también sería un "estándar de línea"; es decir, el metro se definió como la distancia entre dos líneas marcadas en la barra, evitando así los problemas de desgaste de los patrones basados en la longitud de una pieza de extremo a extremo.
La construcción del metro prototipo internacional y las copias que fueron los estándares nacionales estuvo al límite de la tecnología de la época. Las barras estaban hechas de una aleación especial, 90% platino y 10% iridio, que era significativamente más dura que el platino puro, y tenían una sección transversal especial en forma de X (una "Henri Tresca", llamada así por el ingeniero francés Henri Tresca) diseñada para minimizar los efectos de la tensión torsional durante las comparaciones de longitud. Las primeras fundiciones resultaron insatisfactorias y el trabajo se le encomendó a la empresa londinense Johnson Matthey, que logró producir treinta barras con las especificaciones requeridas. Una de ellas, la N.º 6, se determinó que era idéntica en longitud al mètre des Archives, y fue consagrada como el medidor prototipo internacional en la primera reunión de la CGPM en 1889. Las otras barras, debidamente calibradas contra el prototipo internacional, se distribuyeron a las naciones signatarias de la Convención del Metro para su uso como estándares nacionales. Por ejemplo, Estados Unidos recibió la barra N.º 27 con una longitud calibrada de 0,9999984 m ± 0.2 μm (1,6 μm menos que el prototipo internacional).
La comparación de los nuevos prototipos del medidor entre sí y con el medidor del Comité (en francés:  Mètre des Archives) implicó el desarrollo de un equipo de medición especial y la definición de una escala de temperatura reproducible. La primera (y única) comparación de seguimiento de los estándares nacionales con el prototipo internacional se llevó a cabo entre 1921 y 1936, e indicó que la definición del metro se conservó dentro de 0.2 μm. En ese momento, se decidió que se requería una definición más formal del metro (la decisión de 1889 había dicho simplemente que el "prototipo, a la temperatura de fusión del hielo, de ahora en adelante representará la unidad métrica de longitud"), y fue acordada en la 7.ª CGPM de 1927.

La unidad de longitud es el metro, definido por la distancia, a 0°, entre los ejes de las dos líneas centrales marcadas en la barra de platino-iridio conservada en el Bureau International des Poids et Mesures y declarada Prototipo del metro por la 1ª Conférence Générale des Poids et Mesures, estando esta barra sujeta a presión atmosférica estándar y apoyada sobre dos cilindros de al menos un centímetro de diámetro, colocados simétricamente en un mismo plano horizontal a una distancia de 571 mm entre sí.

Los requisitos de soporte representan los puntos de Airy del prototipo: los puntos, separados por 4⁄7 de la longitud total de la barra, en los que la flexión de la barra debida a su propio peso es mínima.
El trabajo en termometría del BIPM condujo al descubrimiento de aleaciones especiales de hierro-níquel, en particular del invar, por lo que su director, el físico suizo Charles Édouard Guillaume, recibió el Premio Nobel de Física en 1920. En 1900, el Comité Internacional de Pesas y Medidas respondió a una solicitud de la Asociación Internacional de Geodesia e incluyó en el programa de trabajo de la Oficina Internacional de Pesos y Medidas el estudio de mediciones mediante hilos de invar. Edvard Jäderin, un geodesta sueco, había inventado un método para medir bases geodésicas, basado en el uso de alambres tensos bajo una fuerza constante. Sin embargo, antes del descubrimiento del invar, este proceso era mucho menos preciso que el método clásico. Charles-Édouard Guillaume demostró la eficacia del método de Jäderin, mejorado con el uso de hilos de invar. Midió una base en el túnel del Simplon en 1905. La precisión de las medidas era igual a la de los métodos antiguos, mientras que la velocidad y la facilidad de las medidas eran incomparablemente mayores.

## Opciones interferométricas

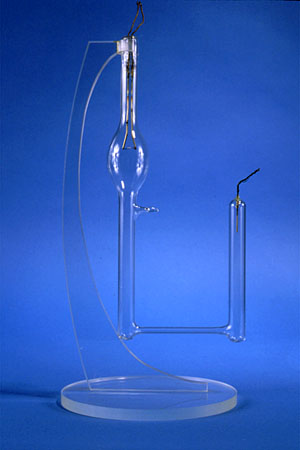
Una lámpara de kriptón-86 utilizada para definir el metro entre 1960 y 1983

Las primeras mediciones interferomátricas realizadas con el prototipo del metro internacional fueron las de Albert Abraham Michelson y las de Jean-René Benoît (1892-1893), y las de Benoît, Fabry y Perot (1906), ambas utilizando la línea roja del espectro del cadmio. Estos resultados, que permitieron obtener la longitud de onda de la línea de cadmio (λ ≈ 644 nm), llevaron a la definición del ángstrom como unidad secundaria de longitud para medidas espectroscópicas, primero por la Unión Internacional para la Cooperación en la Investigación Solar (1907) y más tarde por la Conferencia General de Pesas y Medidas (1927). El trabajo de Michelson al "medir" el metro prototipo dentro de 1⁄10 de una longitud de onda (< 0.1 μm) fue una de las razones por las que se le otorgó el Premio Nobel de Física en 1907.
En la década de 1950, la interferometría se había convertido en el método prevalente para las mediciones precisas de longitud, pero seguía existiendo un problema práctico impuesto por el sistema de unidades utilizado. La unidad natural para expresar una longitud medida por interferometría era el ångström, pero este resultado tenía que convertirse en metros utilizando un factor de conversión experimental: la longitud de onda de la luz utilizada, pero medida en metros en lugar de en ångströms. Esto agregó una incertidumbre adicional a cualquier resultado de longitud expresado en metros, por encima de la incertidumbre de la medición interferométrica real.
La solución fue definir el metro de la misma manera que se había definido el angstrom en 1907, es decir, en términos de la longitud de onda interferométrica disponible más precisa. Los avances tanto en la técnica experimental como en la teoría demostraron que la línea de cadmio era en realidad un grupo de líneas estrechamente separadas y que esto se debía a la presencia de diferentes isótopos en el cadmio natural (ocho en total). Para obtener la línea definida con mayor precisión, era necesario utilizar una fuente monoisotópica y esta fuente debería contener un isótopo con números pares de protones y neutrones (para tener spin nuclear cero).
Varios isótopos de cadmio, kriptón y mercurio cumplen la condición de espín nuclear cero y tienen líneas brillantes en la región visible del espectro.

## Estándar basado en el kriptón
El kriptón es un gas a temperatura ambiente, lo que permite una separación isotópica más fácil y temperaturas de funcionamiento de la lámpara  más bajas (lo que reduce el ensanchamiento de la línea del espectro debido al efecto Doppler), por lo que se decidió seleccionar la línea naranja del kriptón 86 (λ  ≈ 606 nm) como el nuevo estándar de longitud de onda.
En consecuencia, la 11.ª Conferencia General de Pesas y Medidas de 1960 acordó una nueva definición del metro:

El metro es la longitud igual a 1.650.763,73 longitudes de onda en el vacío de la radiación correspondiente a la transición entre los niveles 2p10 y 5d5 del átomo de kriptón 86.

La medida de la longitud de onda de la línea de criptón "no" se hizo directamente contra el metro prototipo internacional; en cambio, la relación entre la longitud de onda de la línea de criptón y la de la línea de cadmio se determinó en el vacío. Luego, esto se comparó con la determinación de Fabry-Perot de 1906 de la longitud de onda de la línea de cadmio en el aire (con una corrección para el índice de refracción del aire). De esta manera, la nueva definición del metro era trazable tanto para el antiguo prototipo de metro como para la antigua definición del ångstrom.

## Estándar basado en la velocidad de la luz

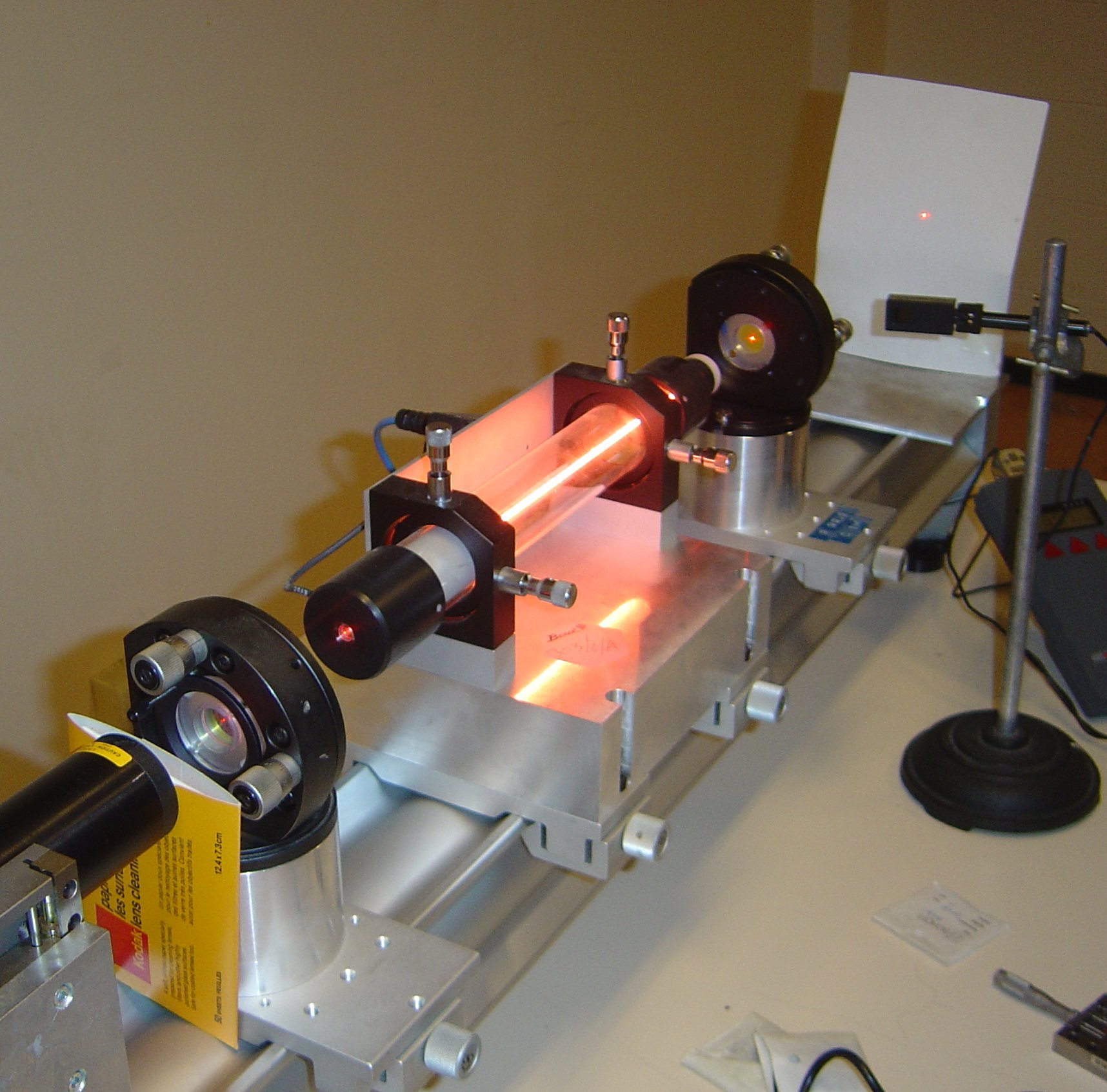
Un láser de helio-neón en el Laboratorio Kastler-Brossel en la Universidad Pierre y Marie Curie

La lámpara de descarga de Kriptón-86 que operaba en el punto triple del nitrógeno (63,14 K, −210,01 °C) era la fuente de luz más avanzada para la interferometría en 1960, pero pronto sería reemplazada por un nuevo invento: el láser, cuya primera versión funcional se construyó el mismo año que la redefinición del metro. La luz láser suele ser muy monocromática y también es coherente (toda la luz tiene la misma fase, a diferencia de la luz de una lámpara de descarga), propiedad muy ventajosa para la interferometría.
Las deficiencias del estándar de kriptón se demostraron mediante la medición de la longitud de onda de una luz de láser de helio-neón estabilizada con metano (λ ≈ 3,39 μm). Se descubrió que la línea del kriptón era asimétrica, por lo que se podían encontrar diferentes longitudes de onda para la luz láser según el punto de la línea de criptón que se tomara como referencia. La asimetría también afectó la precisión con la que se podían medir las longitudes de onda.
Los avances en electrónica también hicieron posible por primera vez medir la frecuencia de la luz en o cerca de la región visible del espectro, en lugar de deducirla a partir de la longitud de onda y de la velocidad de la luz. Aunque las frecuencias visibles e infrarrojas todavía eran demasiado altas para medirlas directamente, fue posible construir una "cadena" de frecuencias láser que, mediante una multiplicación adecuada, difieren entre sí solo en una frecuencia medible directamente en la región de las microondas. Se encontró que la frecuencia de la luz láser estabilizada con metano era de 88.376 181 627(50) THz.
Las medidas independientes de frecuencia y longitud de onda son, en efecto, una medida de la velocidad de la luz (c = fλ), y los resultados del láser estabilizado con metano dieron el valor de la velocidad de luz con una incertidumbre casi 100 veces menor que las mediciones anteriores en la región de las microondas. De forma inconveniente, los resultados dieron "dos" valores para la velocidad de la luz, según el punto de la línea del espectro del kriptón elegido para definir el metro. Esta ambigüedad se resolvió en 1975, cuando la 15.ª Conferencia General de Pesas y Medidas aprobó un valor convencional de la velocidad de la luz de exactamente 299 792 458 m s−1.
Sin embargo, la luz infrarroja de un láser estabilizado con metano no era conveniente para su uso en interferometría práctica. No fue hasta 1983 cuando la cadena de medidas de frecuencia alcanzó la línea de los 633 nm del láser de helio-neón, estabilizado mediante yodo molecular. Ese mismo año, la 17.ª CGPM adoptó una definición del metro, en términos del valor convencional de 1975 para la velocidad de la luz:

El metro es la longitud del camino recorrido por la luz en el vacío durante un intervalo de tiempo de 1⁄299.792.458 de segundo.

Esta definición se reformuló en 2019:

El metro, de símbolo m, es la unidad de longitud del Sistema Internacional. Se define tomando el valor numérico fijo de la velocidad de la luz en el vacío c como 299 792 458 cuando se expresa en la unidad m⋅s−1, donde el segundo se define en términos de la frecuencia del cesio ΔνCs.

El concepto de definir una unidad de longitud en términos del tiempo recibió algunos comentarios. En ambos casos, el problema práctico es que el tiempo se puede medir con mayor precisión que la longitud (una parte en 1013 por un segundo usando un reloj de cesio, en lugar de cuatro partes en 109 para el metro en 1983). La definición en términos de la velocidad de la luz también significa que el metro puede materializarse utilizando cualquier fuente de luz de frecuencia conocida, en lugar de definir una fuente "preferida" de antemano. Dado que hay más de 22 000 líneas en el espectro visible del yodo, cualquiera de las cuales podría usarse potencialmente para estabilizar una fuente láser, las ventajas de la flexibilidad de este procedimiento son obvias.

## Historia de las definiciones desde 1798
| Base de la definición | Fecha | Incertidumbre absoluta | Incertidumbre relativa |
| --- | ----- | ---------------------- | ---------------------- |
| 1⁄10.000.000 parte de la mitad de un meridiano, medición realizada por Delambre y Méchain                                                | 1798  | 0,5-0,1 mm             | 10-4                   |
| Primer Prototipo del Mètre des Archives, una barra de platino estándar                                                                   | 1799  | 0,05-0,01 mm           | 10-5                   |
| Barra de platino-iridio a la temperatura de fusión del hielo (1.ª Conferencia General de Pesas y Medidas)                                | 1889  | 0,2-0,1 μm             | 10-7                   |
| Barra de platino-iridio a la temperatura de fusión del hielo, a presión atmosférica estándar, y soportada sobre dos cilindros (7.ª CGPM) | 1927  | n/a                    | n/a                    |
| 1.650.763,73 longitudes de onda de luz de una transición específica en el kriptón 86 (11.ª CGPM)                                         | 1960  | 0,01-0,005 μm          | 10-8                   |
| Longitud del camino recorrido por la luz en el vacío en 1⁄299.792.458 de segundo (17.ª CGPM)                                             | 1983  | 0,1 nm                 | 10-10                  |